# 新英格蘭黑琴雞
新英格蘭黑琴雞（Tympanuchus cupido cupido），又名新英格蘭草原松雞、北美松雞或石南雞，是大草原榛雞的一個亞種，有可能是一個獨立的物種。
新英格蘭黑琴雞分佈在新英格蘭海岸，由新罕布什爾州南部至維吉尼亞州北部。牠們棲息在石楠叢林之內。
新英格蘭黑琴雞在殖民地時期數量很豐富，但被大量獵殺為食物。到了18世紀末，牠們因供應太多而成為窮人的食糧，甚至在波士頓公園亦可以見到牠們。

## 特徵

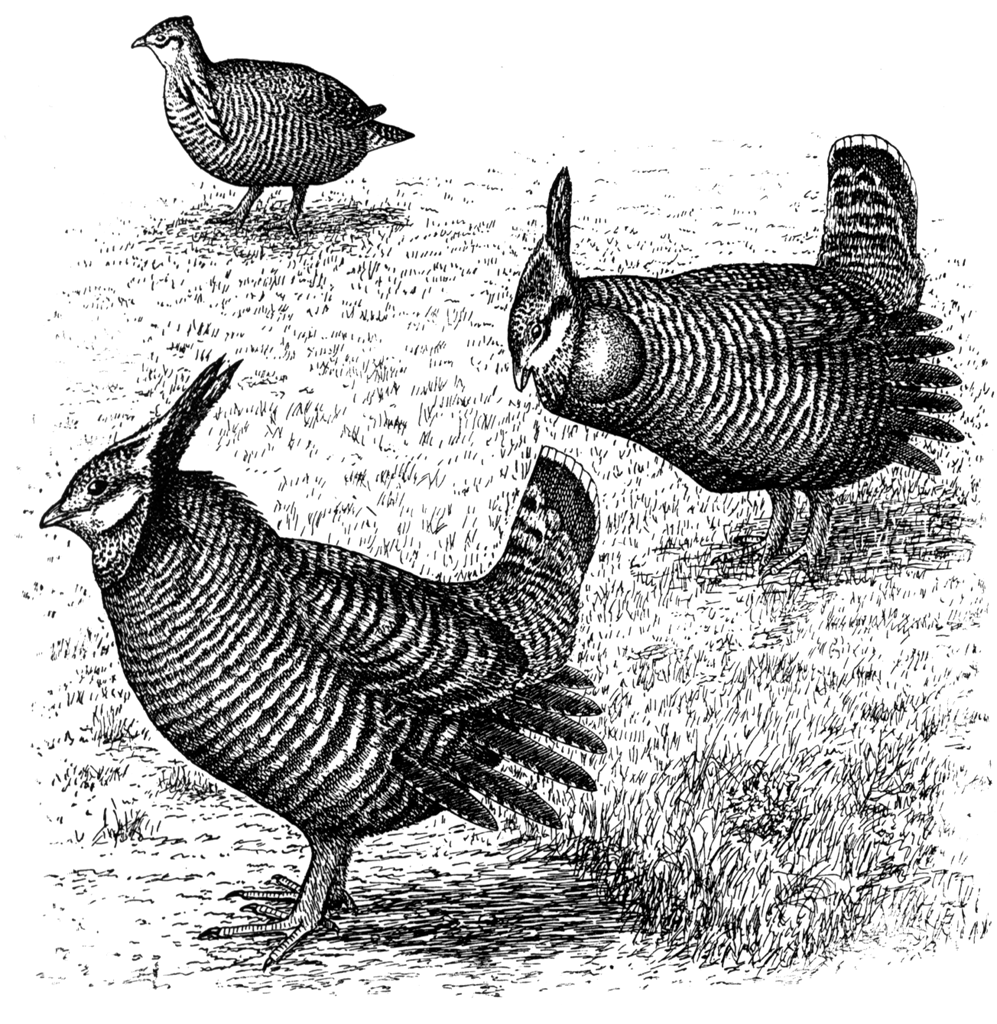
兩隻正在求偶的雄性新英格蘭黑琴雞，背後的是雌雞。

新英格蘭黑琴雞外觀像大草原榛雞，但較為細小。牠們長約43厘米，重約900克。亞歷山大·偉臣（Alexander Wilson）指其中一個標本重達1.3分斤，但卻未得到證實。牠們一般呈深赤紅色，胸部及兩側有很厚的斑紋。牠們的羽片尖銳，尾巴呈灰褐色的。

## 分類
新英格蘭黑琴雞被分類為大草原榛雞的亞種，但卻有指牠們應為一個獨立的物種。將新英格蘭黑琴雞標本的粒線體DNA替代環與草原雞的比較下，發現前者與大陸的鳥類完全不同，但與威斯康辛州的大草原榛雞最為相似。後來進行了相似的研究，其結果亦相近，但卻認為應將牠們分類在與小草原松雞較接近的位置。不過由於只有小數樣本，實驗的結果會有較大的偏差，故建議將牠們分類為一個獨立的物種。

## 滅絕
新英格蘭黑琴雞由於過度被獵殺，其數量減少得很快。可能早至1840年代，牠們就已經在大陸上被根絕。在麻薩諸塞州對出的瑪莎葡萄園島曾餘下300隻，但到了1890年就因野貓的獵殺及煮食而下降至120-200隻。直至19世紀末，就只餘下70隻左右。
為保護新英格蘭黑琴雞，以往就曾禁止獵殺及成立保育區，其數量亦上升至2000隻。到了1910年代中期，在觀察牠們求偶已成為旅遊項目。但於1916年繁殖期發生的一場大火，加上嚴冬、大量的蒼鷹流入、近親繁殖、過多的雄雞及黑頭病的傳播，都令牠們的數量大幅下降。於1928年就只餘下一隻雄雞，牠亦於1932年死亡。
新英格蘭黑琴雞是美國第一次嘗試拯救的鳥類。

## 外部連結
- Comparative Analysis between the Heath Hen and Greater Prairie Chicken
- Birds of a Very Different Feather
- All About Birds （页面存档备份，存于）
- https://web.archive.org/web/20081110122455/http://www.heathhen.webs.com/